# Marlyne Barrett
Marlyne Nayokah Barrett (* 13. September 1978 in New York City, New York als Marlyne Nayokah Afflack) ist eine US-amerikanische Schauspielerin haitianischer Abstammung. Bekanntheit erlangte sie vor allem durch die Rolle der Maggie Lockwood aus der Serie Chicago Med und deren Crossover-Serien.

## Leben und Karriere
Marlyne Barrett wurde als Marlyne Nayokah Afflack im New Yorker Stadtteil Brooklyn geboren. Aufgewachsen ist sie in der Stadt Montreal in Kanada, weshalb sie auch fließend Französisch spricht. Ihre Eltern stammen von der Karibikinsel Haiti. Während ihre Eltern in New York arbeiteten bzw. studierten, lebte sie bei ihrer Tante auf der Île-Bizard in Montreal, die später an einer Krebserkrankung verstarb.  Lange Zeit träumte sie davon, in die Fußstapfen eines Großteils ihrer Familie zu treten und wie diese einen medizinischen Beruf zu ergreifen. Nach dem Abschluss der High School besuchte sie deshalb das Collège Maisonneuve und ließ sich dort zur Krankenschwester ausbilden. Ihr Schauspieldebüt vor der Kamera gab sie 1997, als sie im Fernsehfilm Platinum eine kleine Rolle übernahm. Zuvor wurde ihr Interesse an der Unterhaltungsindustrie bereits durch ihre Tätigkeit als Visual Jockey beim Radiosender MusiquePlus aus der Provinz Québec geweckt, in der sie Ende der 1990er Jahre arbeitete. Final arbeitete sie nicht einen Tag als Krankenschwester. 2001 spielte sie eine Stewardess im kanadischen Actionfilm Concept of Fear und übernahm zudem im Heist-Movie Heist – Der letzte Coup eine kleine Rolle. 2003 wurde sie in der Rolle der Jasmine LaJeune in der kanadischen romantischen Komödie Love, Sex and Eating the Bones besetzt. 2005 spielte sie die Figur Stephanie in der Filmkomödie Hitch – Der Date Doktor. Als Gastdarstellerin trat sie unter anderem in den Serie The Jury, Law & Order, Law & Order: Special Victims Unit, Rescue Me, Conviction, Bored to Death, Good Wife, Gossip Girl, Satisfaction und American Crime auf.
Von 2006 bis 2008 spielte Barrett als Nerese Campbell eine wiederkehrende Rolle in der Serie The Wire. Anschließend trat sie 2007 als Felicia Marquand in Damages – Im Netz der Macht.  einer Seriennebenrolle auf. 2009 folgte zudem als Thomasina in der Serie Kings, die bereits nach einer Staffel wieder eingestellt wurde. Seit 2015 ist sie in der Rolle der Krankenschwester Maggie Lockwood Teil der Besetzung der Serie Chicago Med. Nach der ersten Hälfte der ersten Staffel wurde sie mit ihrer Rolle Teil der Hauptbesetzung. In dieser Rolle war sie auch in den Serien Chicago Fire und Chicago P.D. zu sehen.
2009 heiratete sie Gavin Barrett und trägt seitdem seinen Familiennamen. Zuvor wurde sie bei ihren Auftritten vor der Kamera unter den Namen Marlyne Afflack bzw. Marlyne N. Afflack geführt. Von 2009 bis 2014 arbeitete sie nicht als Schauspielerin, nachdem sie Opfer eines sexuellen Übergriffs wurde. Seitdem unterstützt sie die Non-Profit-Organisation La Sortie als Spendensammlerin, die sich für die Bekämpfung des Sexhandels einsetzt.

## Filmografie (Auswahl)
- 1997: Platinum (Fernsehfilm)
- 1999: Angelique (Kurzfilm)
- 2001: Concept of Fear (Hidden Agenda)
- 2001: Heist – Der letzte Coup (Heist)
- 2003: Good Fences (Fernsehfilm)
- 2003: Love, Sex and Eating the Bones
- 2004: The Jury (Fernsehserie, Episode 1x03)
- 2005: Hitch – Der Date Doktor (Hitch)
- 2005: Rescue Me (Fernsehserie, 2 Episoden)
- 2005–2006: Law & Order: Special Victims Unit (Fernsehserie, 2 Episoden)
- 2005–2008: Law & Order (Fernsehserie, 3 Episoden)
- 2006: Off the Black
- 2006: Conviction (Fernsehserie, Episode 1x06)
- 2006–2008: The Wire (Fernsehserie, 11 Episoden)
- 2007: Damages – Im Netz der Macht (Damages, Fernsehserie, 8 Episoden)
- 2009: Kings (Fernsehserie, 12 Episoden)
- 2009: Bored to Death (Fernsehserie, Episode 1x01)
- 2009: Good Wife (The Good Wife, Fernsehserie, Episode 1x10)
- 2010: Gossip Girl (Fernsehserie, Episode 4x05)
- 2014: Satisfaction (Fernsehserie, Episode 1x09)
- 2015: American Crime (Fernsehserie, 2 Episoden)
- seit 2015: Chicago Med (Fernsehserie)
- 2016: Chicago P.D. (Fernsehserie, 5 Episoden)
- 2016–2019: Chicago Fire (Fernsehserie, 10 Episoden)
- 2017: Quest
- 2018: After Everything